# Chrysosoma nudifrons
Chrysosoma nudifrons är en tvåvingeart som först beskrevs av Meijere 1910.  Chrysosoma nudifrons ingår i släktet Chrysosoma och familjen styltflugor. Inga underarter finns listade i Catalogue of Life.